# 사미어군
사미어군(북부 사미어: Sámegiella 사메키엘라)은 사미인(라프인)들이 쓰는 여러 언어들을 이르며 스칸디나비아 북부에서 러시아 연방의 콜라반도에 걸쳐 분포되어 있다. 우랄어족의 핀우고르어파에 속한다.

## 사용자
노르웨이에 1만 8500명, 스웨덴에 8500명, 핀란드에 2300명, 러시아 연방에 1800명으로 약 3만 1100명에 달한다.

## 사미어계에 속한 언어
2001년 현재 사미계 언어의 수는 10개이다. 이 중 6개 언어는 표준 문어를 갖추고 있으나 나머지 4개는 각각 사용자 수가 20명 이하로 멸종 위기에 놓여 있다. 사미어계 언어들을 아울러 쓰는 ISO 639-2 부호는 "smi"이다. 표준 문어를 갖춘 6개 언어는 다음과 같다.

### 사용 중인 언어
- 북부 사미어 Northern Sami (노르웨이, 스웨덴, 핀란드): 사용자수는 전체 사미어계 사용자 가운데 75%를 넘는 15,000명 정도로 추정된다. ISO 639-1/ISO 639-2: se/sme
- 룰레 사미어 Lule Sami (노르웨이, 스웨덴): 두 번째로 많은 사용자수(1,500명). ISO 639-2: smj
- 남부 사미어 Southern Sami (노르웨이, 스웨덴): ISO 639-2: sma
- 이나리 사미어 Inari Sami, Enare Sami (핀란드의 이나리): 국제 SIL 부호: LPI, ISO 639-2: smn
- 스콜트 사미어 Skolt Sami (핀란드의 이나리의 내태뫼 Näätämö·넬림-케배얘르비 Nellim-Keväjärvi, 러시아, 예전에는 노르웨이에서도 사용): 국제 SIL 부호: LPK, ISO 639-2: sms
- 킬딘 사미어 (러시아의 킬딘섬) 국제 SIL 부호: LPD
- 피테 사미어 Pite Sami (노르웨이, 스웨덴): 사용자 수 25-50명.
- 우메 사미어 Ume Sami (스웨덴): 사용자 수 20명.
- 테르 사미어 Ter Sami (러시아): 사용자 수 2명.

### 사멸한 언어
- 아칼라 사미어 Akkala Sami (러시아): 2003년 사멸.
- 케미 사미어 Kemi Sami (핀란드): 1900년경 사멸.